# Manfred Engelhardt (General)
Manfred Engelhardt (* 19. Juni 1951 in Minden/Westfalen) ist ein Generalleutnant a. D. des Heeres der Bundeswehr. In seiner letzten Verwendung war er stellvertretender Inspekteur der Streitkräftebasis im Kommando Streitkräftebasis.

## Militärische Laufbahn
Engelhardt trat nach dem Abitur in Düsseldorf am 1. Juli 1969 als Offizieranwärter in den Dienst der Bundeswehr und wurde in die Ausbildungskompanie 408 in Munster versetzt. Nach dem Ende der Offizierausbildung diente er in Munster von 1972 bis 1980 im Panzerlehrbataillon 93 als  Zugführer, Nachrichtenoffizier (S2) und Kompaniechef. Vom September 1980 bis 1982 absolvierte er den Generalstabslehrgang an der Führungsakademie der Bundeswehr in Hamburg. Anschließend wurde Engelhardt nach Augustdorf versetzt und diente in der dortigen Panzerbrigade 21 im Stab als Abteilungsleiter für Logistik (G4). 1985 absolvierte er einen Lehrgang am Staff College der British Army in Camberley im Vereinigten Königreich. Im Anschluss daran wurde er in das Bundesministerium der Verteidigung nach Bonn versetzt und war dort als Referent für Militärpolitik und Rüstungskontrolle im Führungsstab der Streitkräfte (Fü S III) tätig. Von 1987 bis 1989 war Engelhardt militärischer Mitarbeiter der Stiftung Wissenschaft und Politik in Ebenhausen. Danach übernahm er wieder ein Truppenkommando und kommandierte bis 1991 das Panzerbataillon 244 in Landshut.
Von 1991 bis 1993 arbeitete er abermals im Bundesverteidigungsministerium, diesmal als Referent für Sicherheitspolitik im Planungsstab der Bundesminister Gerhard Stoltenberg und Volker Rühe. Anschließend wurde Engelhardt nach Unna versetzt und diente dort bis 1994 in der Operationsabteilung (G3) der 7. Panzerdivision unter Generalmajor Götz Gliemeroth. Im Anschluss war er bis 1995 Gruppenleiter der Stabsabteilung für Operationen des Wehrbereichskommandos III/7. Panzerdivision. Engelhardt wurde danach wieder nach Bonn versetzt und diente dort von 1995 bis 1998 als Leiter im Referat militärpolitische Grundlagen für Einsätze und Übungen im Führungsstab der Streitkräfte (Fü S III 6). Im Jahre 1999 absolvierte er einen Lehrgang am Royal College of Defence Studies in London. Von 1999 bis 2001 war Engelhardt Kommandeur der Panzergrenadierbrigade 7 und während dieser Zeit vom Oktober 2000 bis April 2001 auch assistierender Chef des Stabes für Operationen im Hauptquartier der KFOR im Kosovo. Nach diesem Auslandseinsatz wurde Engelhardt wieder in das Bundesverteidigungsministerium versetzt und diente dort von 2001 bis 2004 als Stabsabteilungsleiter im Führungsstab der Streitkräfte, zuständig für Einsätze der Bundeswehr (Fü S V). Am 31. März 2004 übernahm Brigadegeneral Engelhardt bis 9. Mai 2006 das Kommando über die 10. Panzerdivision in Sigmaringen. Im April 2006 übernahm er dann schließlich als Generalmajor den Posten des Chefs des Stabes im Führungsstab der Streitkräfte unter General Wolfgang Schneiderhan. Diesen Posten gab er im Frühjahr 2008 an Flottillenadmiral Manfred Nielson ab und übernahm im Februar dieses Jahres den Posten des Befehlshabers des Streitkräfteunterstützungskommandos in der Luftwaffenkaserne Wahn. In dieser Verwendung wurde er zum Generalleutnant ernannt.
In seiner letzten Verwendung war er ab 1. Oktober 2011 stellvertretender Inspekteur der Streitkräftebasis im Kommando Streitkräftebasis, bevor er mit einem Großen Zapfenstreich in den Ruhestand verabschiedet wurde. Sein Nachfolger im Amt wurde Erich Pfeffer.